# 見つめずには いられない
「見つめずには いられない」(みつめずには いられない)は、日本の女性シンガーソングライターである西脇唯の3枚目のシングル。1994年4月30日にキングレコードよりリリースされた。

## 概要
表題曲はフィリップモリス ″スーパーライト″ のCMソングとして使用された。

## 収録曲
- 全作詞・作曲: 西脇唯

1. 見つめずには いられない (4:22)
編曲: 新川博

1. 出会った頃のように (5:40)
編曲: 加藤みちあき
2. 見つめずには いられない (KARAOKE) (4:22)
3. 出会った頃のように (KARAOKE) (5:40)

## テレビ披露
- ミュージックステーション（テレビ朝日、1994年5月6日）